# Gamperdonatal
Gamperdonatal är en dal i Österrike.   Den ligger i förbundslandet Vorarlberg, i den västra delen av landet, 500 km väster om huvudstaden Wien.
Trakten runt Gamperdonatal består i huvudsak av gräsmarker. Runt Gamperdonatal är det ganska glesbefolkat, med 43 invånare per kvadratkilometer.